# سید ابوالقاسم خوانساری (میرکبیر)
سید ابوالقاسم جعفر موسوی خوانساری یا سید ابوالقاسم خوانساری (۱۱۵۸–۱۰۹۰ ق) معروف به میرکبیر ، فقیه، مجتهد، پژوهشگر و شاعر ایرانی سده دوازدهم هجری قمری و هم دوره صفویان بود. او در سال ۱۰۹۰ قمری در اصفهان دیده به جهان گشود و سرسلسله خاندان خوانساری است.

## تبار
میر سید ابوالقاسم جعفر خوانساری فرزند حسین پسر قاسم پسر محب‌اﷲ از نوادگان سید صالح قصیر (امامزاده سید صالح قصیر) و او از نوادگان موسی بن جعفر است.
وی در پیشگفتار کتاب مناهج المعارف خود را ابوالقاسم بن الحسین الحسینی الموسوی معرفی نموده‌است.
نسب وی بنا به تبارنامه زیر به موسی بن جعفر می‌رسد:
- این شجره نامه با شجره خاندانهای علمی «غضنفری خوانساری، روضاتی خوانساری،  چهارسوقی خوانساری،  کاظمینی خوانساری، موسوی خوانساری و فقیه موسوی گلپایگانی مشترک است.»[۵]

«سید ابوالقاسم خوانساری (میرکبیر) بن سید حسین بن سید قاسم بن سید محبّ‌الله بن سید قاسم بن سید مهدی بن «سید زین‌العابدین سلطان بن سید ابراهیم» بن سید کریم الدین بن سید رکن الدین ملک بن سید زین‌الدین بن سید صالح بن سید محمد بن سید محمود بن سید حسین بن سید حسن بن سید احمد بن سید صالح بن سید ابراهیم بن سیّد المجاهد عیسی بن سید حسن بن سید یحیی بن سید ابراهیم بن سیّد حسن بن سید عبدالله العوکلانی بن الامام ابی الحسن موسی بن جعفر علیهماالسلام» 

## زندگی
او پس از تحصیل علوم زمان خودش در فتنه افغان در سال ۱۱۴۳ قمری به خوانسار روستای قودجان آمد و در آنجا زندگی کرد. از این رو نسبت خانوادگی او هم اصفهانی و هم خوانساری است، ولی افراد بعدی خاندان پس از او، تنها نام خانوادگی خوانساری داشته‌اند.
سرانجام او در سال ۱۱۵۸ قمری در سن ۶۸ سالگی در قودجان درگذشت.

## تحصیل
میر کبیر در ابتدای جوانی در کلاسهای درس محمدباقر مجلسی حضور یافته، نزد وی و آقا جمال خوانساری شاگردی کرد. وی اغلب درس‌های خود را از داییش ملا حسین جیلانی لبنانی (درگذشته ۱۱۲۹ ق)، از عالمان دوره صفوی، فرا گرفت و به درجه اجتهاد رسید.
اجازه روایت را از از محمدباقر مجلسی، ملا حسین جیلانی لبنانی، محمدصادق بن محمد سراب تنکابی و ملا محمدطاهر بن مقصودعلی اصفهانی دریافت نمود.
میرکبیر مجتهدی بود که بر علم کلام، ادبیات و ملل و نحل هم مسلط بود و با عالمان ادیان دیگر مناظره می‌کرد. او صاحب خط زیبایی بود و از کتاب‌های دیگر نسخه برداری می‌نمود.

## شاگردان
از شاگردان وی می‌توان به عباس بن حسن بلاغی نجفی (درگذشته ۱۱۷۸ ق) اشاره نمود.

## فرزندان
میرکبیر پنج فرزند به نامهای حسین، علی، حسن، محمد و محمدتقی داشت؛
فرزندش سید محمد در گلپایگان منشا خدمات بزرگی گردید و به اقامه نماز و بیان مسائل شرعی برای مردم آن خطه پرداخت ، فرزند آخرش سید حسین خوانساری (درگذشته ۱۱۹۱ ق) صاحب حواشی بر شرح لمعه و استاد و برادر زن میرزای قمی در خوانسار منشا اثرات زیادی شد.
سید حسین خوانساری دو فرزند پسر داشت، که هر دو از عالمان روزگار شدند: 
- سید ابوالقاسم خوانساری :(میرصغیر) (درگذشته ۱۲۴۰ ق)

فرزند علامه سید حسین خوانساری و پدر میرزا زین‌العابدین خوانساری(جد سادات موسوی روضاتی، چهارسوقی و کاظمینی اصفهان از جمله: سید محمد باقر خوانساری، سید محمدهاشم خوانساری، سید محمد مهدی کاظمینی خوانساری ) و پدر سید حسین خوانساری (جد سادات اسدی خوانساری از جمله :سید محمدتقی خوانساری) و پدر حاج میر سید علی خوانساری( جد سادات جعفری  و شهیدی خوانساری از جمله ثقه الاسلام میرزا محمد مهدی شهیدی خوانساری)
- سید حسن خوانساری :

فرزند علامه سید حسین خوانساری و پدر سید محمد مهدی خوانساری (جد سید ابوتراب خوانساری و سید احمد خوانساری)
هم چنین سید محمدباقر خوانساری (درگذشته ۱۳۱۳ ق) صاحب روضات الجنات و نوه میرصغیر، سید ابوالقاسم موسوی خوانساری (درگذشته ۱۳۸۰ قمری) معروف به ریاضی، سید محمدتقی خوانساری (درگذشته ۱۳۳۱ خورشیدی)، سید احمد خوانساری (درگذشته ۱۳۶۳ خورشیدی) و محمود محمودی خوانساری (درگذشته ۱۳۶۶ خورشیدی) از نوادگان او هستند.

## آثار
- مناهج المعارف

معروف‌ترین اثر وی کتاب «مناهج المعارف» یا «مناهج المعارف در بیان اصول دین» یا «فرهنگ عقاید شیعه» به زبان فارسی است. این کتاب با مقدمه مبسوط سید احمد روضاتی در سال ۱۳۵۱ خورشیدی به چاپ رسیده‌است.
او در ادب پارسی نیز رساله‌ها و اشعاری داشته‌است و از دیگر آثار او می‌توان به موارد زیر اشاره نمود:
- مناسک حج
- کتابی مبسوط دربارهٔ زکات
- تتمیم الافصاح فی ترتیب الایضاح: که در آن کتاب ایضاح الاشتباه علامه حلی را مرتب کرده‌است.
- المصباح در باب ادعیه مجرب
- رساله‌ای در باب اثبات وجود عینی نماز جمعه در زمان غیبت امام معصوم که در رد رساله استادش آقا جمال خوانساری است.
- رساله‌ای در شرح خطبه فاطمه زهرا
- حاشیه‌هایی بر چند کتاب فقهی از جمله الذخیرة اثر محمدباقر سبزواری
- منظومه میمیه‌ای بدون الف و همزه به زبان عربی مشتمل بر حدود ۳۰۰۰ بیت که در آن آداب شرعی و بعضی احکام فقهی بیان شده‌است و حاکی از تسلط بسیار وی بر ادبیات عرب است. سید مهدی غضنفری خوانساری (از فقهای شیعه) فرزند سید محمدتقی غضنفری آن را ترجمه و شرح داده است.[۱۸] سید محمدهاشم خوانساری این منظومه را در کتاب مبانی الاصول خود آورده است.